# Tatjana Grindenko
Tatiana Grindenko (Татьяна Гринденко) (née à Kharkiv le 29 mars 1946) est une violoniste ukrainienne.

## Biographie
Elle poursuit ses études musicales aux conservatoires de Leningrad et de Moscou. Elle remporte en 1972 le 1e prix au Concours international de violon Henryk Wieniawski à Poznań, ce qui lance sa carrière de soliste. Avec son premier époux Gidon Kremer elle crée le concerto pour deux violons d'Alfred Schnittke en 1977 et tabula rasa d'Arvo Pärt la même année. Très impliquée dans la musique contemporaine, Tatiana Grindenko consacre une grande part de son activité à la musique de chambre.
Elle est l'épouse de Vladimir Martynov, dont elle joue fréquemment les œuvres.

## Discographie sélective
- Œuvres d'Alfred Schnittke chez Chandos (2004)
- La lontananza nostalgica utopica futura de Luigi Nono avec Gidon Kremer chez Deutsche Grammophon (2003)
- Stabat Mater & Requiem de Vladimir Martynov chez Long Arms Records (2003)
- Lamentazione del Mercoledi di Santo de F.M. Gherardeschi chez Agora (2000)
- Tabula Rasa de Arvo Part chez ECM (1984)